# Le Prince Hercule
Le Prince Hercule (ビックリマン, Bikkuriman) est un anime japonais en 75 épisodes de 25 minutes réalisé par Yukio Kaizawa, et diffusé entre le 11 octobre 1987 et le 2 avril 1989 sur TV Asahi.
Il est suivi de Shin Bikkuriman diffusé d'avril 1989 à août 1990, de Super Bikkuriman diffusé de mai 1992 à avril 1993, de Bikkuriman 2000 diffusé de novembre 1999 à février 2001, et de Happy Lucky Bikkuriman diffusé d'octobre 2006 à septembre 2007.

## Synopsis
Genki est le garçon le plus chanceux du monde. Un jour lui et son ami Gero voient sept étoiles filantes tomber du Ciel. Plus que curieux, ils décident alors de chercher ces fameuses étoiles filantes. En chemin ils rencontrent la belle Séraphine qui, elle, doit trouver les sept gardiens légendaires (qui sont en réalité les étoiles filantes). Genki et Gero décident alors de l'accompagner dans sa quête. Mais,entre la guerre opposant, les démons (menés par leur roi Chronos) et les anges (menés par la Princesse Diana), la Reine Noire qui transforme les anges en démons et la fameuse recherche des sept gardiens... C'est pas facile tous les jours !

## Personnages
Genki
Prince Yamato
Seraphine
gero
Dan Jack
Ippontsuri
Rojin Hood
Ushiwaka
Peter
Kijin Alibaba
Shokoushi
Shinkoushi
St.Phoenix
Satan Maria
Super Zeus
Super Belzee
Sherman Kahn
Shoshujura
Chronos
Princesse Diana

## Fiche technique
- Titre original : ビックリマン (Bikkuriman?)
- Réalisation : Yukio Kaizawa
- Pays :  Japon
- Langue : japonais/ français
- Durée : 25 minutes
- Date de sortie :
  -  Japon : 1987 - 1989

## Musiques
- Début : ドリーミング・A・Go-Go (Dreaming・A・Go-Go?, Dreaming・A・Go-Go) par Jiro Kobashi
- Fin : スーパーウォーズ (Super Wars?) par Junichiro Oda & Ammy
- Fin (OVA): ビリーブ (Beieve?) par Junichiro Oda & KUKO

## Autour de l'anime
Il n'y a que 13 épisodes qui ont été doublés en français et diffusés au Club Dorothée sur TF1.